# Cinzano (Italie)
Pour les articles homonymes, voir Cinzano.
Cinzano (en français Cinsan) est une commune italienne de moins de 1 000 habitants située dans la ville métropolitaine de Turin, dans la région Piémont, dans le Nord-Ouest de l'Italie.

## Administration
| Période                                  | Période | Identité      | Étiquette | Qualité |
| ---------------------------------------- | ------- | ------------- | --------- | ------- |
|                                          |         | Federico Peci |           |         |
| Les données manquantes sont à compléter. |         |               |           |         |

### Communes limitrophes
Casalborgone, Rivalba, Sciolze, Berzano di San Pietro, Moncucco Torinese